# リプレゼンタティブ
 リプレゼンタティブは、英国のロンドンで、かつて発行されていた日刊紙。1826年1月25日に設立され、同年7月29日に消滅した 。 
1825年秋、若きベンジャミン・ディズレーリは、父親の友人である出版者ジョン・マレーに、タイムズ紙に挑戦するカニングナイトの朝刊の時期が到来することを確信させた。マレーは首都の半分に供給することに同意し、ディズレーリとジョン・ディストン・パウルズ、市の投機家がそれぞれ四分の一に貢献した。ディズレーリはメルローズ近くのチーフスウッドに旅行し、ジョン・ギブソン・ロックハート(ウォルター・スコット卿の義理の息子)に記事の編集を説得した。ロックハートは辞退したが、マレーの四半期レビューの編集者を務め、記事の管理について相談することに同意した。ディズレーリはロンドンに戻り、準備を始めた。ロックハートの提案によりウィリアム・マギンが雇用され、外国の特派員としてパリに送られたが「たくさん飲み、ほとんど執筆しなかった」。オフィスは、フリート・ストリートとグラブ・ストリートのどちらからも離れた、グレートジョージストリートのファッショナブルなウエスト・エンドにリースされた。 
リプレゼンタティブは、1826年1月25日に発売されたが、明らかにふさわしい執筆者がいなかった。ディズレーリはマレーとの口論を後に風刺した小説ビビアン・グレーとして、「Carabas 侯爵」「Rep's」の政略は首尾一貫しておらず、広告はほとんどすぐに滑り落ち始めた。ほどなく、その愛称は「demi-Rep」になった。マギンは新聞を回収するために3月にパリから連れ戻されたが、1826年の夏に責任追及され契約終了し、ニュー・タイムズと合併した。マレーは約26,000ポンドもの大金を失い、新聞出版へ新たな進出を二度と試みなかった。 ディズレーリは政治のキャリアを積み、最終的に首相となった。 